# Borneogryllacris
Borneogryllacris is een geslacht van rechtvleugeligen uit de familie Gryllacrididae. De wetenschappelijke naam van dit geslacht is voor het eerst geldig gepubliceerd in 1937 door Karny.

## Soorten
Het geslacht Borneogryllacris omvat de volgende soorten:
- Borneogryllacris borneoensis Haan, 1842
- Borneogryllacris deschampsi Bruner, 1915
- Borneogryllacris discolor Karny, 1928
- Borneogryllacris globiceps Karny, 1929
- Borneogryllacris melanocrania Karny, 1929
- Borneogryllacris nigromarginata Karny, 1928
- Borneogryllacris plagiata Walker, 1869